# Polonia Utrecht
Polonia Utrecht – holenderski klub siatkarski z Utrechtu założony w 1950 roku przez polskich emigrantów.
W pierwszym swoim sezonie (1950/1951) w Eredivisie zajął 3. miejsce. Ze względu na ówczesny brak w Utrechcie hali stricte sportowej swoje mecze rozgrywał w Pastoor Schiltehuis te Zuilen.
W 1965 roku Polonia Utrecht połączyła się z klubem DSO (Door Samenwerking Overwinnen), tworząc nowy klub pod nazwą DSO Polonia Combinatie (DPC). Istniał on do 1970 roku, gdy doszło do jego fuzji z zespołem SOS (Slag Op Slag), w wyniku czego powstał klub SOS/DPC.

## Osiągnięcia
- Mistrzostwa Holandii:
  -  3. miejsce (1x): 1951

## Udział w europejskich pucharach
Klub Polonia Utrecht nigdy nie brał udziału w europejskich pucharach.